# Szlak Hetmana Stefana Czarnieckiego

Szlak im. Hetmana Stefana Czarnieckiego – czerwony szlak turystyczny w województwie zachodniopomorskim i województwie lubuskim. Przebiega przez Równina Pyrzycką, Iński Park Krajobrazowy, Drawieński Park Narodowy, Puszczę Drawską, Puszczę Barlinecką i Równinę Gorzowską.

## Przebieg szlaku
- Stargard
- Pęzino
- Marianowo
- Szadzko
- Dobrzany
- Recz
- Drawno
- Stare Osieczno
- Strzelce Krajeńskie
- Santoczno
- Gorzów Wielkopolski
- Witnica
- Kostrzyn nad Odrą